# Беднарський Володимир-Маріан Методійович
Володи́мир-Маріа́н Мето́дійович Бедна́рський (псевдоним: Во́лод; англ. Volodymyr M. Bednarsky; нар. 1 січня 1927, с. Бишки, Бережанський повіт, Польська Республіка, тепер Козівська селищна громада, Тернопільська область, Україна — пом. 30 вересня 1996, Торонто, Канада) — український скульптор, графік. Член ОУН.

## Життєпис

### Ранні роки
Народився 1 січня 1927 року в селі Бишки Бережанського повіту, (тепер Козівська селищна громада, Тернопільська область). Був наймолодшим з трьох синів у родині вчителя народних шкіл (згодом інспектора середніх шкіл) Методія й Павлини Беднарських. 1941 року батько був розстріляний більшовиками в тернопільскій тюрмі.
Середню освіту здобув у Бережанах та Празі, іспит зрілости склав пізніше. В 1944—45 роках служив у 1-й дивізії Української національної армії. Член ОУН.

### У таборах переміщених осіб
Перебував у таборах переміщених осіб у Аугсбурзі, Фюссені, Міттенвальді, Шляйсгаймі й Мюнхені.
В Аугсбурзі склав іспит на атестат зрілости. У Мюнхені навчався на медичному факультеті Університету UNRRA разом із своєю майбутньою дружиною Тетяною Кметик. У Фюссені був гравцем футбольної команди українського руханково-спортового товариства «Калина» (після переїзду табору до Міттенвальду 1946 року з'єдналося з УРСТ «Лев»).

### У Канаді
Після звільнення з таборів емігрував до Канади. Студіював ужиткове мистецтво та рекламу в Університеті Сир Джордж Вільямс в Монреалі. По закінченні навчання працював артдиректором і менеджером у фірмах і агенствах Монреаля й Торонто. Брав участь у семінарах і сімпозіумах міжнародних компаній і з'їздах мистецьких керівників у Нью-Йорку та Чикаго.
Був членом Пласту (1964), канадського комітету «Бережанська земля» (Торонто), Клубу українських професіоналістів і підприємців (Гамільтон).
1993 року відвідав Україну, передав до музеїв Бережан книги, картини, художні листівки.
Помер у Торонто 30 вересня 1996 року.

## Творчість
Володимир Беднарський працював у галузях скульптури, живопису і графіки. Автор пам'ятника воїнам УПА в Оквіллі, проєктів пропам'ятних бронзових дошок (зокрема присвячених 100-літтю українських поселень у Канаді), а також екслібрисів, логотипів, листівок, медальйонів. Художник-оформлювач та ілюстратор книжок (зокрема двотомного історично-мемуарного збірника «Бережанська земля»; 1970, 1998) і журналів, театральних вистав тощо. Значна частина творів митця присвячена історичній тематиці, визвольним змаганням українців.

## Основні твори

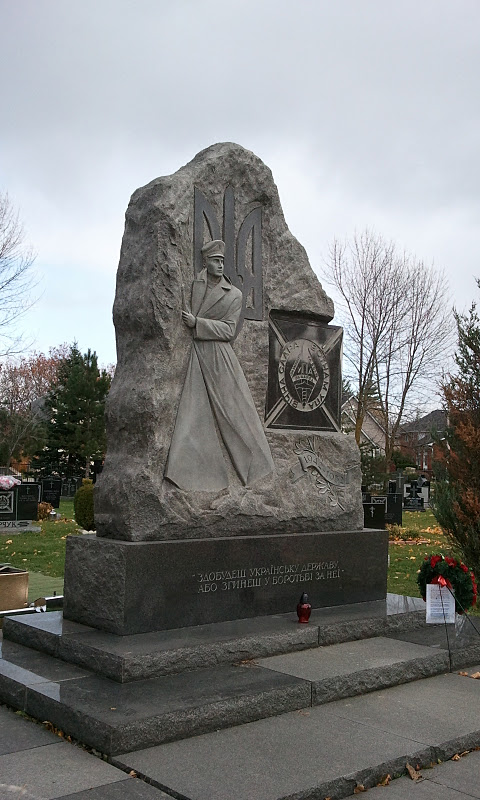
Меморіал слави УПА на Українському цвинтарі святого Володимира. Оквілл (провінція Онтаріо, Канада)

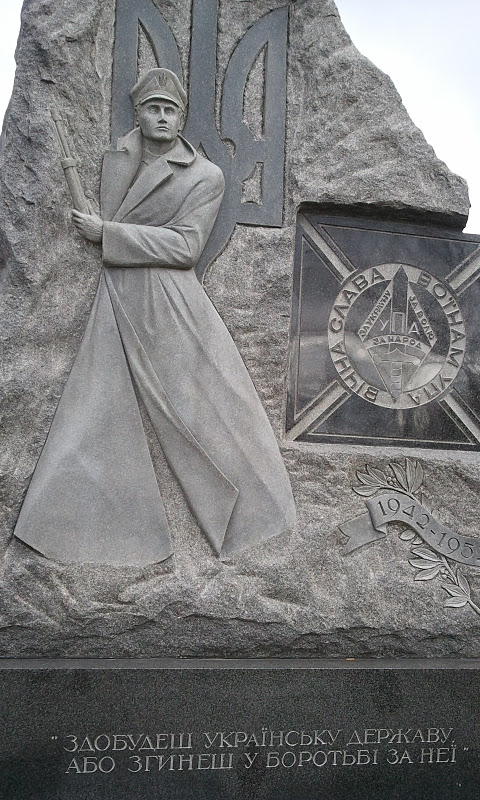
Пам'ятник слави УПА. Фрагмент

- Меморіал слави УПА на Українському цвинтарі святого Володимира в м. Оквілл (провінція Онтаріо, Канада) (1988)
- Проєкт пам'ятника в Києві жертвам голодомору 1932—33
- Дошки до 100-ліття українських поселень у Канаді й 1000-ліття християнства в Україні
- Серія ліноритів до опери «Купало» А. Вахнянина
- Ікона Богоматері (1992)
- «Молитва за Україну»
- «Портрет мого батька Методія, розстріляного 1941 в тернопільській тюрмі»
- «Чорнобиль»[1][2]

## Виставки
Беднарський був мистецьким директором та художником-оформлювачем виставок «Україна» на «Експо'67» (Монреаль, 1967), «100-ліття Манітоби» (Вінніпег, 1972), «Майбутнє українців Квебеку» (Монреаль, 1972), мистецьким керівником кампанії за свободу Валентина Мороза (1974).
Особисті виставки митця відбулися у Монреалі, Чикаґо, Едмонтоні, Торонто, Гамільтоні.

## Нагороди
- Премія преси «Найкращий колір» (Монреаль, 1957)[1][2].
- Грамота за мистецьке оформлення заголовних обкладинок монреальского щоденника «Ле Ґазетт[en]» і брошюри до відкриття водного шляху[en] до великих озер «Да Сівей»[4].

## Художня спадщина
Твори Володимира Беднарського зберігаються у фондах Центрального державного архіву зарубіжної україніки, в Архіві ОУН у Лондоні й музеях Бережан.